# Bob Wallace (testförare)

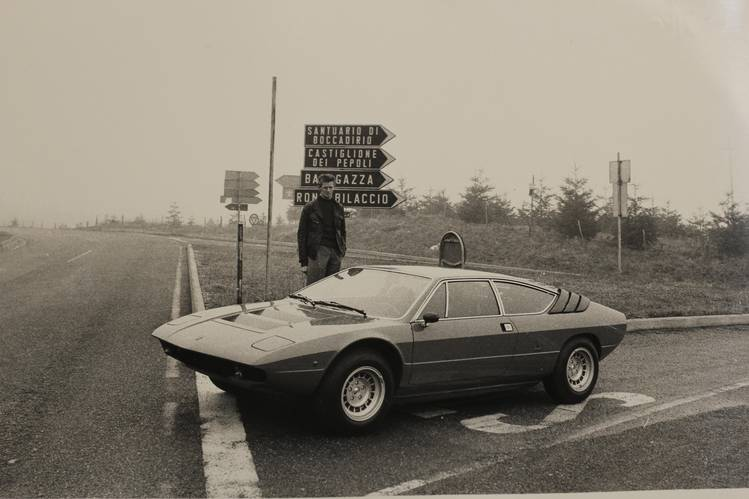
Wallace vid en Lamborghini Urraco.

Bob Wallace, född 4 oktober 1938 i Auckland, avliden 19 september 2013 i Phoenix, Arizona var en nyzeeländsk mekaniker och testförare.
Bob Wallace är mest känd för sitt arbete för den italienska sportbilstillverkaren Lamborghini mellan 1963 och 1975.